# 新竹產業園區
新竹產業園區（英語：Hsinchu Industrial Park），舊稱「新竹工業區」、「湖口工業區」，位於臺灣新竹縣湖口鄉的一座大型綜合性工業區，隸屬經濟部產業園區管理局臺北分局管理，總面積517公頃；於1977年開發完成第一期，西臨明新科技大學，南鄰竹北台元科技園區。工業區內目前計有614家工廠，從業員工數約65,000人，年產值約新台幣6,500億元。新進駐廠商大都屬高科技產業，如：電子、機械設備與金屬製品......等，其中又以電子零組件製造業佔多數，已逐漸從傳統行業中轉向高科技工業邁進。
主要聯外道路為國道一號湖口交流道與台一線，北距臺灣桃園國際機場為40公里，距湖口車站約4公里，西距新豐車站為1公里，南距高鐵新竹站為12公里，交通十分便利。

## 歷史沿革
- 1975年(民國64年)： 臺灣省政府為推動“客廳即是工廠”之工業政策，由中華工程於湖口鄉鳳山村開發新竹工業區第一期。
- 1977年(民國66年)： 完成面積約226公頃第一期開發作業，並正式啟用。
- 1980年(民國69年)： 因工業用地不敷使用，由中興工程顧問社規劃、中華工程施工，徵收鳳凰村並增設第二期之“擴大工業區”開發計劃。
- 1983年(民國72年)： 8月完成擴大面積約257公頃之第二期開發作業，並包含原有唐榮公司34公頃土地，總計面積為517餘公頃。

## 進駐單位

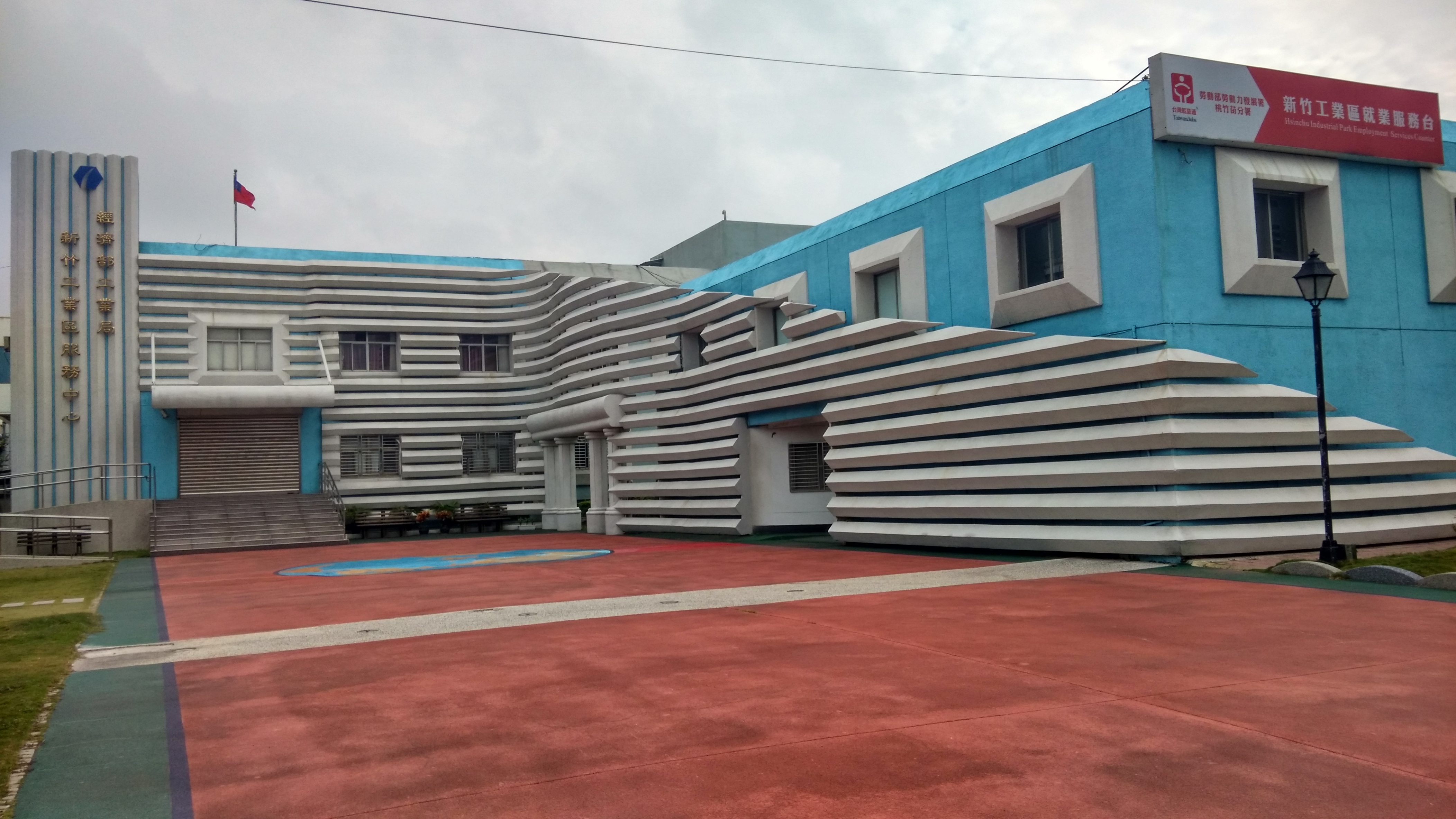
經濟部工業局新竹工業區服務中心

- 新竹縣工業區廠商協進會
- 新竹縣工業區廠商協進會醫務室
- 新竹工業區就業服務站
- 新竹縣HTS快捷公車服務中心站
- 新竹工業區勞工消費合作社

## 知名廠商
新竹工業區計有614多家工廠進駐，其以下為著名公司:
- 長春石化
- 中華汽車工業
- 台灣車輛
- 三陽工業
- 錸德科技
- 力成科技
- 新普科技
- 欣銓科技
- 頎邦科技
- 聯亞生技開發
- 纬创资通
- 台灣田邊製藥
- 艾克爾國際

## 週邊設施
教育
- 大學
  - 中國科技大學
  - 明新科技大學
- 高中
  - 新竹縣立湖口高級中學
  - 新竹縣私立忠信高級中學
  - 新竹縣私立仰德高級中學
- 國中
  - 新竹縣立湖口高級中學附設國中部
  - 新竹縣立新湖國民中學
  - 新竹縣立中正國民中學
  - 新竹縣立忠孝國民中學
  - 新竹縣立新豐國民中學
- 國小
  - 縣立湖口國民小學
  - 縣立新湖國民小學
  - 縣立信勢國民小學
  - 縣立長安國民小學
  - 縣立華興國民小學
  - 縣立中興國民小學
  - 縣立松林國民小學
  - 縣立山崎國民小學

郵政、金融
- 中華郵政湖口新工郵局
- 台灣土地銀行新工分行

公共機關
- 新竹縣政府警察局新湖分局新工派出所
- 新竹縣政府警察局新湖分局湖鏡派出所
- 新竹縣政府消防局第三大隊新工消防分隊

## 交通

### 公路
- 國道一號湖口交流道(83k)、湖口休息區(86k)
- 台1線
- 縣道117號

### 大眾運輸
新竹客運
- 5612 湖口 - 舊湖口 - 鳳山村 - 榮民所 - 新豐 - 竹北口 - 新竹
- 5613 湖口 - 舊湖口 - 鳳山村 - 榮民所
- 5622 湖口 - 陸橋 - 鳳山寺 - 新豐 - 竹北口 - 新竹

新竹縣HTS快捷公車
- 快捷5號 湖口工業區↔高鐵新竹站(經明新科大)[2]

### 鐵路
臺灣鐵路公司縱貫線
- 湖口車站
- 新豐車站

## 外部連結
- 經濟部產業園區管理局台北分局 （页面存档备份，存于）
- 經濟部新竹產業園區服務中心 （页面存档备份，存于）
- 新竹縣工業區廠商協進會
- 經濟部新竹產業園區下水道系統營運中心 （页面存档备份，存于）

24°52′19″N 121°00′36″E / 24.871832°N 121.009957°E